# 我が国が一番よい
「我が国が一番よい」（朝鮮語: 내 나라 제일로 좋아）は、北朝鮮のプロパガンダソングである。作詞はチェ・ジュンギョン、作曲はリ・ジョンオで、もともとは1990年代に公開された多作部映画である『民族と運命』の主題曲であった。
また朝鮮の声放送では、“お便りの時間”のテーマ曲としても使われている。